# Harapivka, Andrușivka
Harapivka (în ucraineană Гарапівка) este un sat în comuna Pavelkî din raionul Andrușivka, regiunea Jîtomîr, Ucraina.
Localitatea face parte din regiunea istorică Volânia, iar după tratatul de pace de la Riga din 1921 a devenit parte a Uniunii Sovietice.

## Demografie
Componența lingvistică a localității Harapivka
     Ucraineană (99,67%)
     Alte limbi (0,33%)
Conform recensământului din 2001, majoritatea populației localității Harapivka era vorbitoare de ucraineană (99,67%), existând în minoritate și vorbitori de alte limbi.